# Pioneers Escarpment
Das Pioneers Escarpment ist eine hauptsächlich verschneite und nach Norden ausgerichtete Geländestufe im ostantarktischen Coatsland, die stellenweise durch Felsvorsprünge und -nadeln unterbrochen wird. Sie liegt in der Shackleton Range zwischen dem Slessor-Gletscher im Norden und dem Shotton-Schneefeld im Süden.
Die Geländestufe wurde 1967 von der United States Navy aus der Luft fotografiert und durch den British Antarctic Survey zwischen 1968 und 1971 geodätisch vermessen. Das UK Antarctic Place-Names Committee benannte sie 1972 nach den Pionieren (englisch pioneers), deren Innovationen und Entwicklungen zum Überleben und Reisen in den Polarregionen beigetragen haben.